# La Bella Ingeborg
 (avril 2024).
Pour les articles homonymes, voir Ingeborg.
La Bella Ingeborg (née Valborg Elisabeth Gröning le 3 avril 1890 à Gävle et morte le 24 décembre 1970) est une artiste de cirque suédoise.

## Biographie
Valborg Elisabeth Gröning naît à Gävle en 1890 ; sa mère, Brita Gröning, l’élève seule et la surnomme Bojan. Les voisins de la famille sont Julia Andersson et Knut Lindberg, propriétaires du cirque Lindberg, et demeurent l’hiver à Gävle entre leurs tournées ; ils remarquent la petite fille alors qu’elle a quatre ans, lui détectent un certain potentiel et convainquent sa mère de l’adopter pour en faire une artiste. Andersson lui apprend les bases du ballet et de l’équitation, faisant preuve d’une discipline confinant à la maltraitance.
Bojan Gröning fait ses débuts en spectacle vers cinq ou six ans avec des numéros de contorsion et de danse, puis d’acrobaties à cheval. Elle prend le nom de scène de "Bella Ingeborg" à l’adolescence, à un moment où elle présente aussi des numéros de funambulisme.
Gröning rencontre ensuite Charles Bazola, lui aussi artiste de cirque, travaillant en tant que clown dans un cirque concurrent. Ils quittent le cirque Lindberg et s’enfuient ensemble ; ils se marient vers 1908 à Copenhague et sont parents d’une fille, Hélène, née en 1912 et élevée en partie par sa grand-mère. Ils s’installent un temps en Russie, jusqu’à la révolution de 1917.
Après 1921, le couple participe à des spectacles dans toute l’Europe, ainsi qu’à une tournée américaine, jusqu’au début de la Seconde Guerre mondiale en 1939 ; ils se trouvent alors en Allemagne, Charles y est interné mais Bojan Gröning parvient à retourner en Suède. Ils se retrouvent en 1941 et donnent leur dernier spectacle ensemble à Gävle en 1942. Ils travaillent ensuite comme vendeurs de journaux. Charles Bazola meurt en 1946.
Bojan Gröning se remarie en 1964 et meurt en 1970 ; elle est enterrée au cimetière vieux de Gävle avec Bazola et d’autres artistes de cirque liés à la ville.

## Postérité
Le musée départemental de Gävle conserve plusieurs tenues de scène de la Bella Ingeborg, données par son second mari.